# Teodor Balș
Teodor Balș (n. august 1805 – d. 17 februarie/1 martie 1857) a fost caimacam (locțiitor) la conducerea Moldovei între 8/20 iulie 1856 și 17 februarie/1 martie 1857.
Deoarece domnitorul Grigore Alexandru Ghica (1804/1807-1857) împlinise în 1856 termenul de 7 ani pentru care fusese numit la domnie, Balș l-a înlocuit cu titlul de caimacam. El a desființat toate instituțiile create de Grigore Alexandru Ghica, a închis seminarul și gimnaziul de la Mănăstirea Neamț, a desființat Facultatea de Drept din Iași, Banca Națională și a anulat legea presei. A fost un adversar înverșunat al unirii Moldovei cu Valahia.
Caimacamul Teodor Balș a murit în mod neașteptat la 17 februarie/1 martie 1857. El a fost înmormântat cu mare pompă la Iași, Visteria Moldovei cheltuind cu acest prilej o sumă de 138.056 lei. Arhimandriții și egumenii greci care au oficiat ceremonia funebră au refuzat să primească vreo plată.
În memoriile sale, Nicolae Suțu consemnează următoarele:
Luând frânele guvernului interimar, Teodor Balș n-avea decât un țel: să ajungă pe tronul Principatului; dar de la început a urmat un sistem care-l depărta de la aceasta. Înșelându-se asupra exigențelor epocii și asupra scurgerii rapide a timpului, el a sperat totul de la devotamentul nemărginit față de dorințele Porții și ale Austriei, care - de la intrarea armatelor chesaro-crăiești în Principat - își arogase o influență fățișă în treburile acestuia. A patronat, prin urmare, în mod exclusiv, partida statu-quoului și s-a rupt de toți cei care se identificaseră cu speranța unui viitor mai bun. Totuși, Teodor Balș era un om înzestrat cu energie, bănuitor, neîncrezător, ascuns, acționând prin agenți și resorturi secrete, secondat în aceasta de soția lui, care era dotată cu un spirit bogat în expediente și în resurse de intrigă și seducție. Cu aceste calități, bune sau rele, poate ar fi reușit, influențând alegerile, așa cum se pregătise, dacă moartea n-ar fi venit, la capătul câtorva luni, să-i curme firul speranțelor și al vieții.
După decesul neașteptat al lui Teodor Balș, în luna martie, în locul său a fost numit Nicolae Vogoride, ca om al Porții, pentru a împiedica unirea.